# Franz Hössler

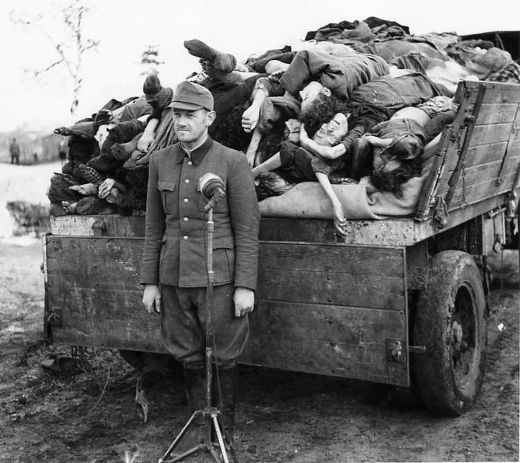
Hössler em Bergen-Belsen, 1945.

SS-Obersturmführer Franz Hössler (Oberdorf, 4 de fevereiro de 1906 – Hamelin, 13 de dezembro de 1945) foi um oficial nazista alemão que ficou especialmente conhecido pela sua participação ativa no Holocausto. Preso, julgado e condenado, foi executado por crimes contra a Humanidade em dezembro de 1945.

## Biografia
Nasceu em 1906, na cidade de Oberdorf (atualmente chamada Marktoberdorf), na região da Suábia, no sul do Império Alemão, filho de um mestre de obras. Ele largou a escola cedo para se tornar fotógrafo. Chegou a trabalhar num armazém, mas perdeu o emprego durante a Grande Depressão e ficou um tempo desempregado. Hößler era casado e tinha três filhos.
Hößler filiou-se no Partido Nazista em 1931 (n.º 1 374 713) e tornou-se membro das SS, com o número de identificação 41 940.
No início da Segunda Guerra Mundial, Hößler foi designado para a seleção de mais de 500 prisioneiros com deficiências para envio para as câmaras de gás de Sonnenstein, um centro de eutanásia para deficientes do programa denominado T4 que teve lugar entre 1939 e 1941.
Em Auschwitz, como lagerführer, juntamente com o SS-Hauptscharführer Otto Moll e com o SS-Sturmbannführer Aumeier, Hößler participou, em junho de 1942, no assassinato de 168 sobreviventes de um levante da companhia penal. Ainda em 1942, ele supervisionou a incineração de mais de 100 000 corpos que se encontravam nas valas comuns do campo, tarefa que durou cerca de cinco meses. Em outubro do mesmo ano foi o responsável pela morte por gás de 1 600 judeus holandeses. Já em 1943, foi transferido para o campo de concentração feminino de Birkenau onde supervisionou as operações de gaseamento.
Depois da libertação de Auschwitz pelos Aliados, em janeiro de 1945, deslocou-se para o campo de concentração de Bergen-Belsen, onde chegou em 8 de abril de 1945. Por lá matou centenas de prisioneiros pessoalmente a tiro até a libertação do campo e à sua prisão no fim de abril.
No subsequênte julgamento feito para apurar os responsáveis pelas atrocidades cometidas em Bergen-Belsen, Hößler foi considerado culpado de crimes contra a humanidade. Ele foi enforcado em 13 de dezembro de 1945.